# Dům Rupprecht
Dům Rupprecht je měšťanský dům na náměstí Krále Jiřího z Poděbrad v Chebu. Budova s fasádou v empírovém stylu je pojmenovaná po prvním známém majiteli, Paulu Rupprechtovi, který ji vlastnil do roku 1530. Před ním dům, pólu s přilehlou budovou na adrese Školní 40 vlastnila Franziska Plass.